# Friedrich Ebsen
Friedrich Ebsen (* 6. Juni 1888 in Güldenberg; † 2. Mai 1947 in Hameln) war SS-Unterscharführer, Lagerführer des KZ-Außenlagers Schandelah und ein verurteilter Kriegsverbrecher.

## Leben
Ebsen war von Beruf Wildhüter, wurde in der Diakonenanstalt Rickling als Mitglied der Schleswig-Holsteinischen Brüderschaft ausgebildet und war anschließend für die Innere Mission des Landesverbands tätig, deren Mitglied er von 1914 bis 1920 war. Zum 1. Mai 1933 trat er in die NSDAP ein (Mitgliedsnummer 2.750.801). Von 1928 bis Juli 1942 arbeitete er in den Ricklinger Anstalten als Erziehungsgehilfe und Hausmeister und war anschließend bis Oktober 1942 beim Marinezeugamt in Schleswig-Holstein tätig. 
Eigenen Angaben zufolge erhielt er danach den Befehl von der SS-Ergänzungsstelle, sich im KZ Oranienburg zu melden und hielt sich zwei Wochen später kurzzeitig im KZ Buchenwald auf. Anschließend war er im KZ Flossenbürg eingesetzt. Ab Januar 1943 war für die SS in Hamburg tätig um bis Ende Februar 1943 Anstellung bei den Wachmannschaften des KZ Neuengamme zu finden. Er wurde im Februar 1944 ins KZ-Außenlager Wittenberge versetzt, von dem er im Juni desselben Jahres wiederum in das KZ Neuengamme zurückkehrte. Vom 11. August 1944 bis April 1945 war Ebsen als Nachfolger von Ewald Jauch Lagerführer des KZ-Außenlagers Schandelah, das zur Ölgewinnung aus einem Ölschiefervorkommen von der „Deutschen Alphalt AG“ und von der „Steinöl-GmbH Braunschweig“ unter finanzieller Beteiligung der Reichsregierung betrieben wurde. Ebsen arbeitete zur Zufriedenheit der SS, sodass ihn SS-Hauptsturmführer Hans-Joachim von Kruedener, der das Unternehmen Wüste zur Ölschiefergewinnung koordinierte, nach Württemberg zum Lageraufbau schicken wollte.
Nach dem Ende des Zweiten Weltkrieges wurde er vom Britischen Militärgericht Braunschweig am 3. Februar 1947 zum Tod durch den Strang verurteilt. Das Urteil wurde am 2. Mai 1947 im Zuchthaus Hameln vollstreckt.

## Verhalten und Handeln
Die Menschenverachtung und das Ausmaß der Verbrechen Ebsens wurde im Kriegsverbrecherprozess in Braunschweig durch Zeugenaussagen verdeutlicht. Er trug nachweislich die Hauptschuld am Tod von etwa 200 KZ-Häftlingen des Neuengammer Außenlagers Schandelah und darüber hinaus wurden ihm auch eigenständig verübte Morde nachgewiesen.
Der Mitarbeiter Hartmann der Steinöl-GmbH sagte im Kriegsverbrecherprozess aus, dass Ebsen gegenüber den zivilen Mitarbeitern des Lagers Schandelah die Gefangenen als „Auswurf der Menschheit bezeichnet, und jedermann solle sie als solchen behandeln“.
Der Widerstandskämpfer Eugene Marion aus Frankreich, der als KZ-Häftling in Schandelah war, sagte über das brutale Verhalten Ebsen aus: „An einem Sonntagnachmittag ließ er alle Gefangenen antreten, um sie bei der Bestrafung zweier Männer zusehen zu lassen. Ebsen schlug sie bis zu 25 Mal mit einer Peitsche. Normalerweise ließ er diese Bestrafungen durch Kapos ausführen“.
Der Zeuge französische KZ-Häftling Leon Claude berichtete über ihn, er habe einen geflüchteten 18 Jahre alten belgischen Gefangenen nach der Festnahme zunächst mit der Faust und dann mit einem 4 cm starken Stock ins Gesicht und über den Kopf geschlagen: „Das Opfer brach blutüberströmt zusammen und starb am nächsten Tag, ohne sein Bewußtsein wieder erlangt zu haben“.
Nach seiner Verurteilung zum Tode erklärte er sich wie andere Nazis für unschuldig. Seine Frau, Verwandte und Arbeitgeber setzten sich für ihn mit den Argumenten ein, er sei freundlich und zu kriminellen Taten nicht fähig und 32 Personen unterschrieben eine Petition mit dem Wortlaut, „dass sie Ebsen als einen anständigen und guten Mann gekannt haben. Er war immer bereit, jedem zu helfen, wo er nur konnte“.